# Мегаліт
Мегаліт (від грец. μέγας (меґас) + λίϑος (літос) — великий + камінь) — елемент доісторичної споруди з величезних кам'яних блоків. Мегалітична архітектура — поширене явище пізнього неоліту і бронзової епохи.

## Різновиди мегалітів
- менгір — вертикально поставлений камінь, висотою іноді до 20 м; у Франції, наприклад, зустрічаються цілі поля таких стовпів, що тягнуться на 2-3 км; вони, ймовірно, були об'єктом поклоніння або значили місце церемоній;
- дольмен — кам'яний ящик, найпростіший його варіант — два вертикально поставлені пласких каменя, перекриті третім; дольмени, як правило, служили місцем поховання членів роду;
- кромлех — кам'яні плити або стовпи, розташовані колом;

У більш ранні епохи людина вже нагромадила певний досвід при будівництві житла: напівземлянки палеоліту, глиняні будинки трипільської культури. Але ті споруди мали суто утилітарний характер, мегаліти ж тісно пов'язані з релігійним культом. Мегаліти свідчать про зріст технічних можливостей і про нові естетичні й ідеологічні потреби людей.
Найвідоміша і складна мегалітична споруда знаходиться в Англії, біля Стоунгенджа. Кам'яні стовпи різної величини розташовані декількома концентричними колами. Зовнішнє кільце складене з невеликих каменів, а внутрішнє — з дуже великих менгірів, попарно перекритих плитами. У центрі споруди лежить квадратна плита. Деякі вчені вважають, що ця споруда могла використовуватися для астрономічних спостережень, оскільки через вертикально стоячі пари каменів зручно стежити за рухом Сонця, Місяця. Тому в літературі Стоунгенджський кромлех іноді називають обсерваторією.
У Донецькій області знайдені кургани, оточені кромлехом.

## Галерея

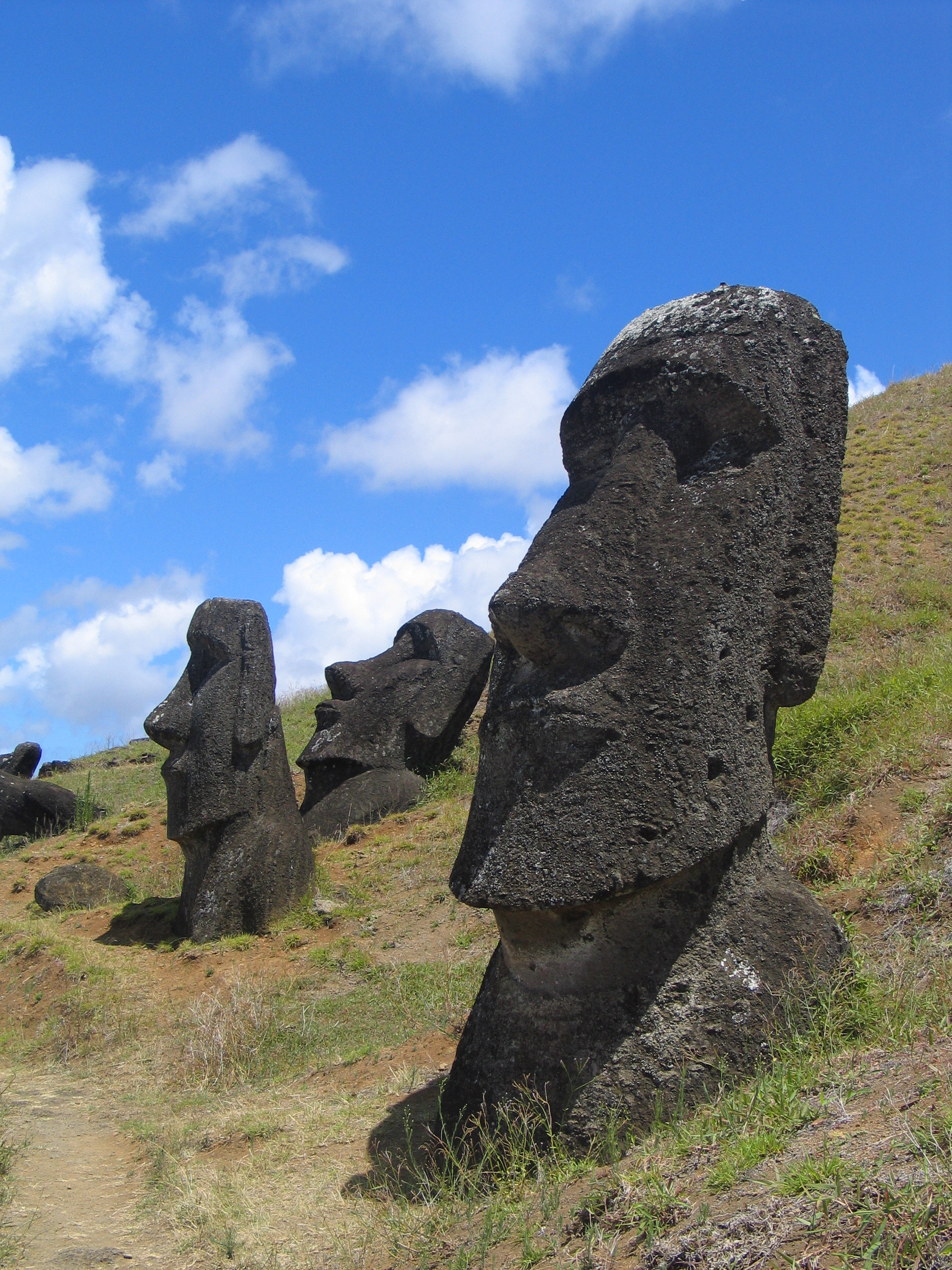
Острів Пасхи, Чилі
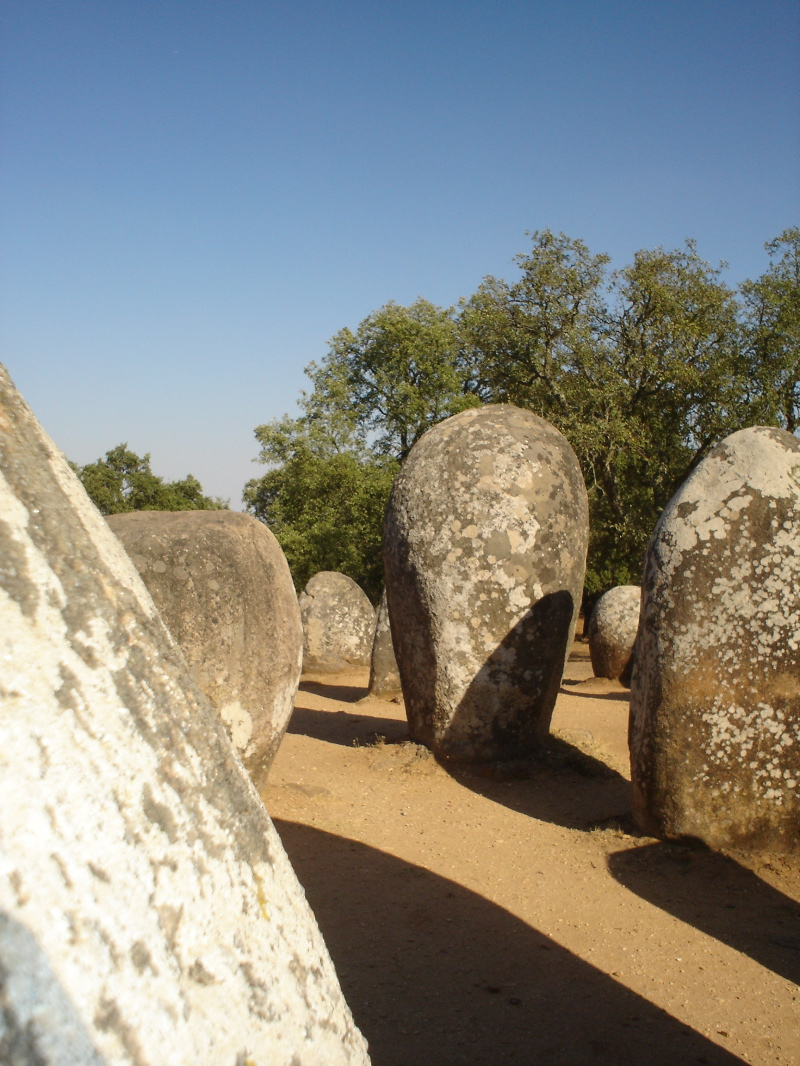
Алмендриш, Португалія
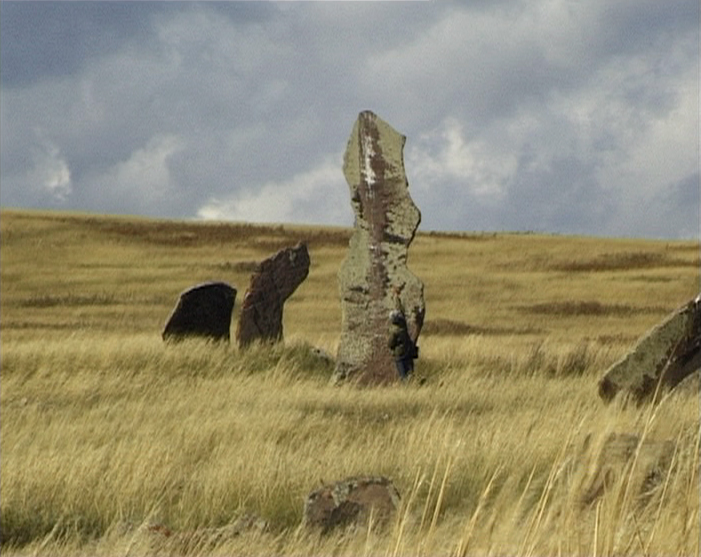
Абакан, Росія
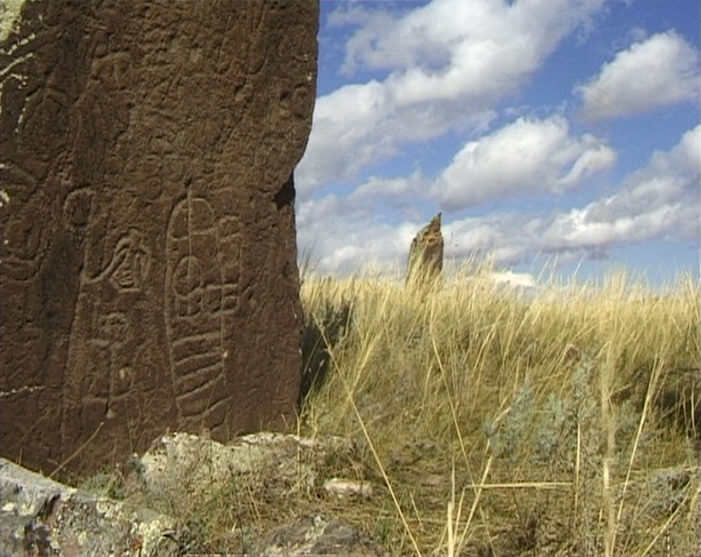
Абакан, Росія
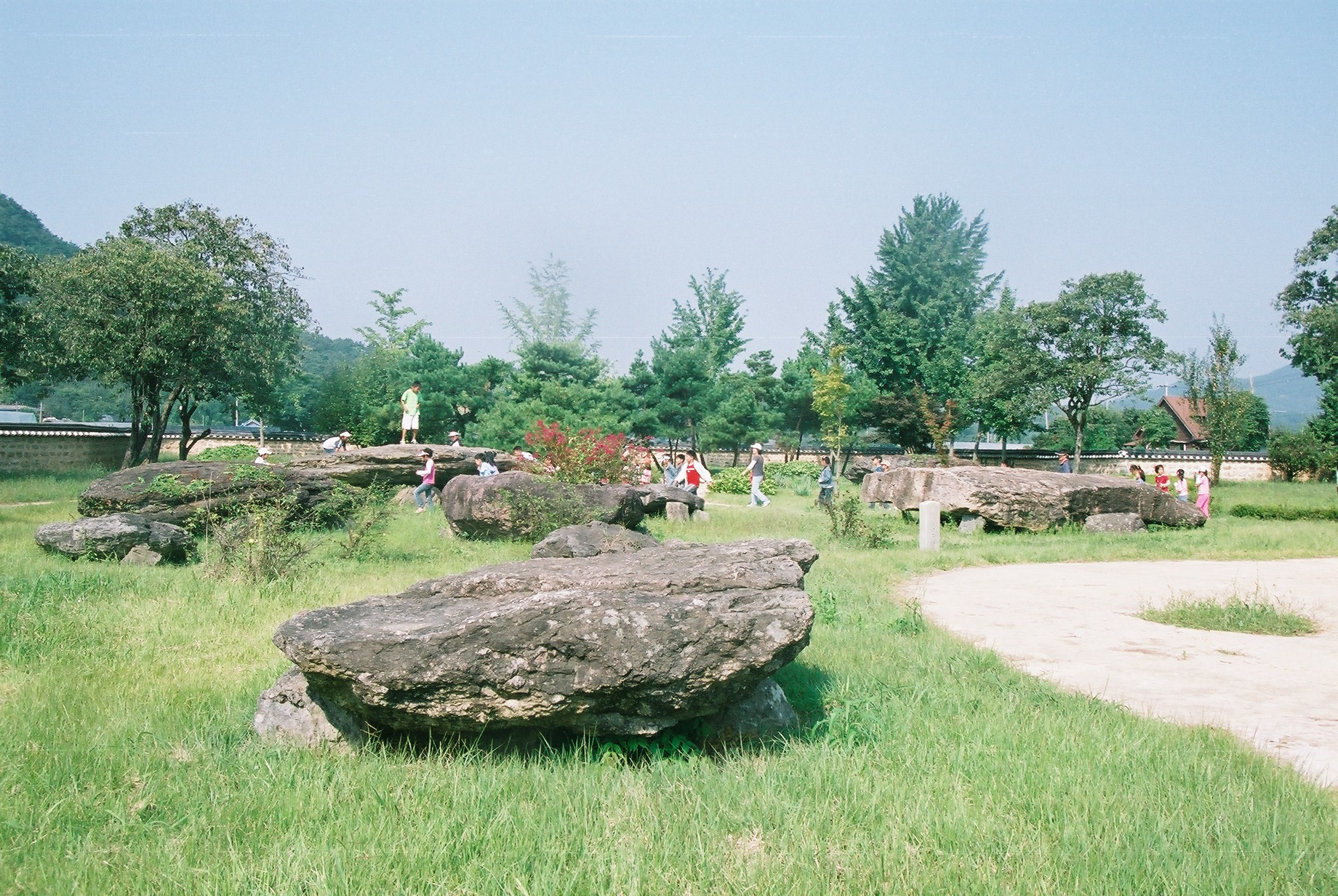
Корея
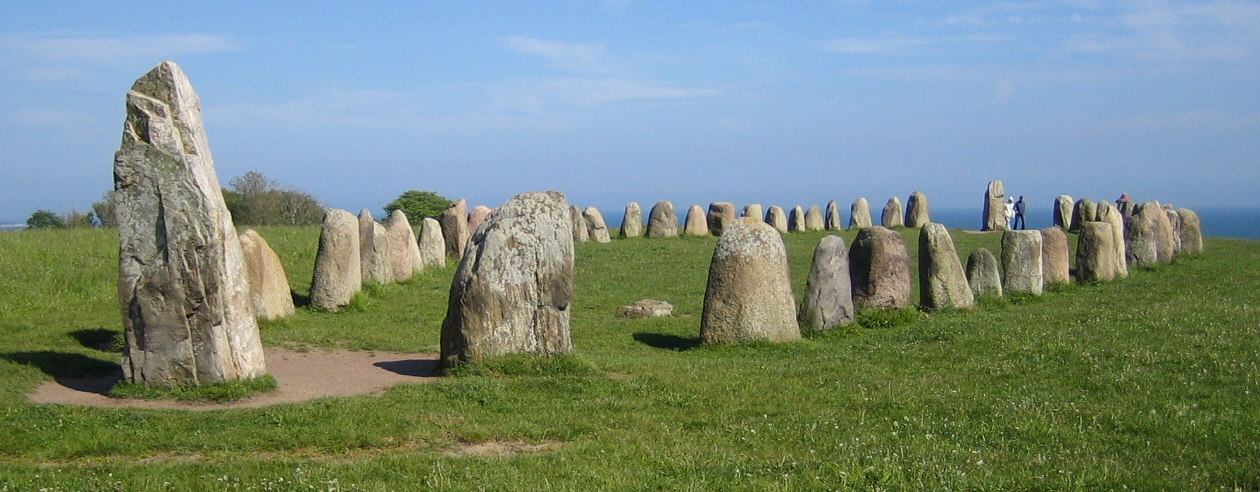
Швеція
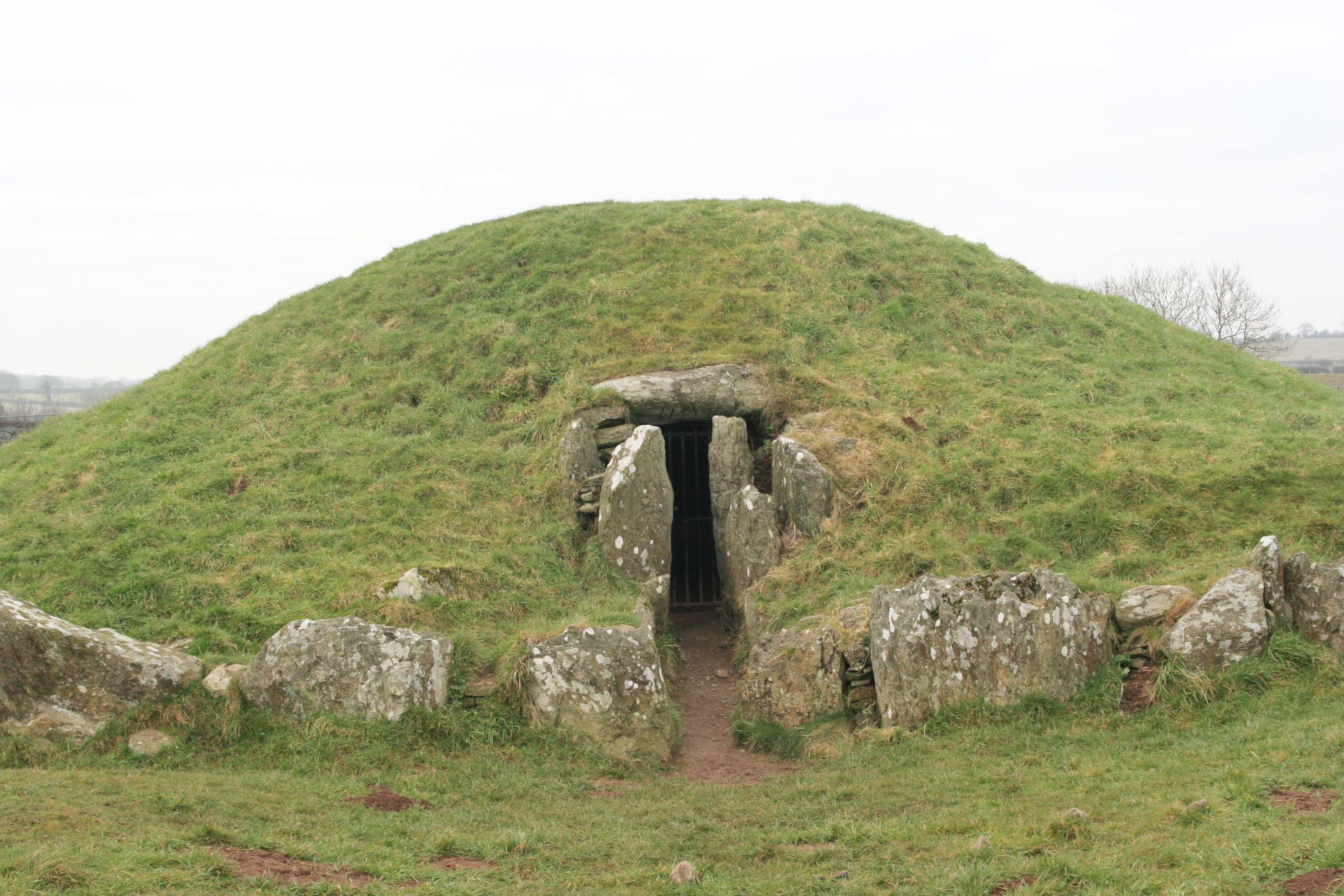
Уельс
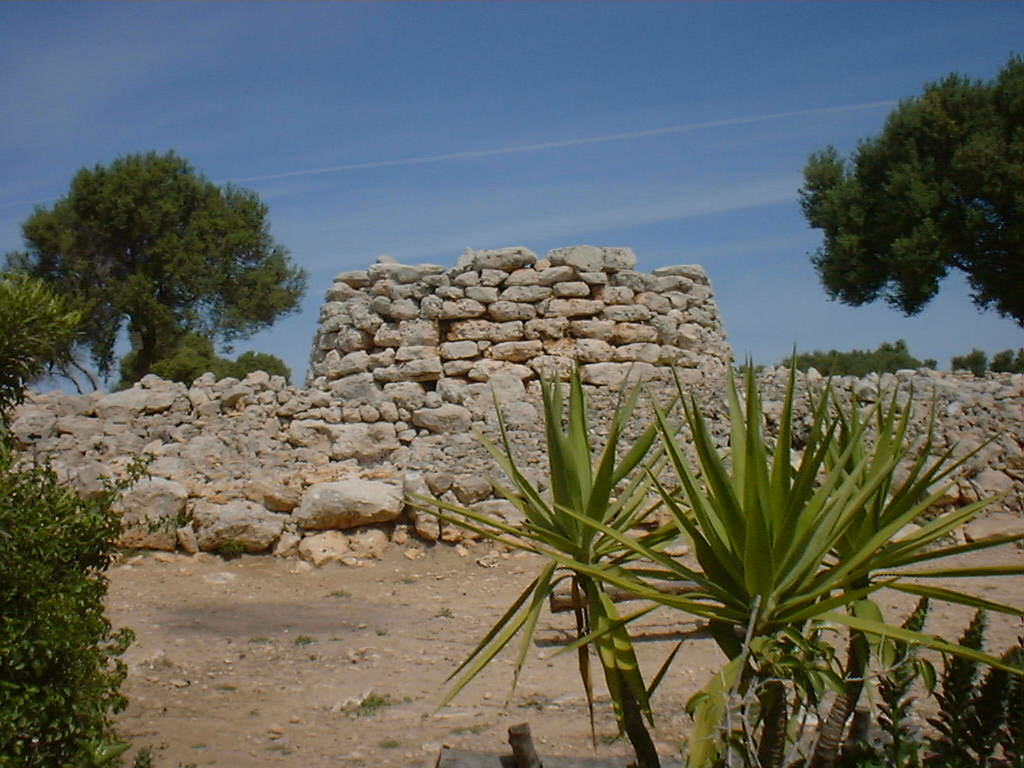
Мальорка
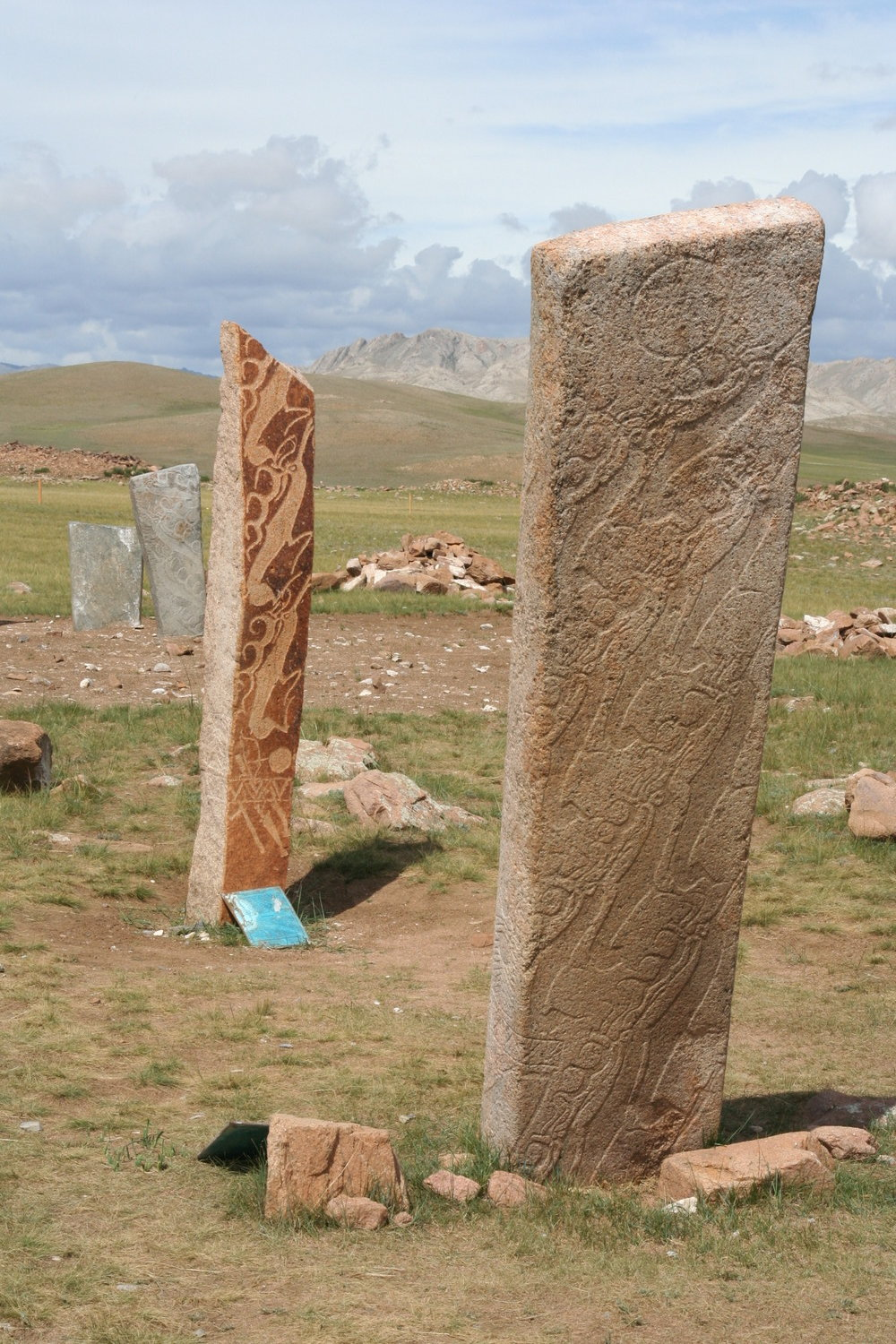
Монголія
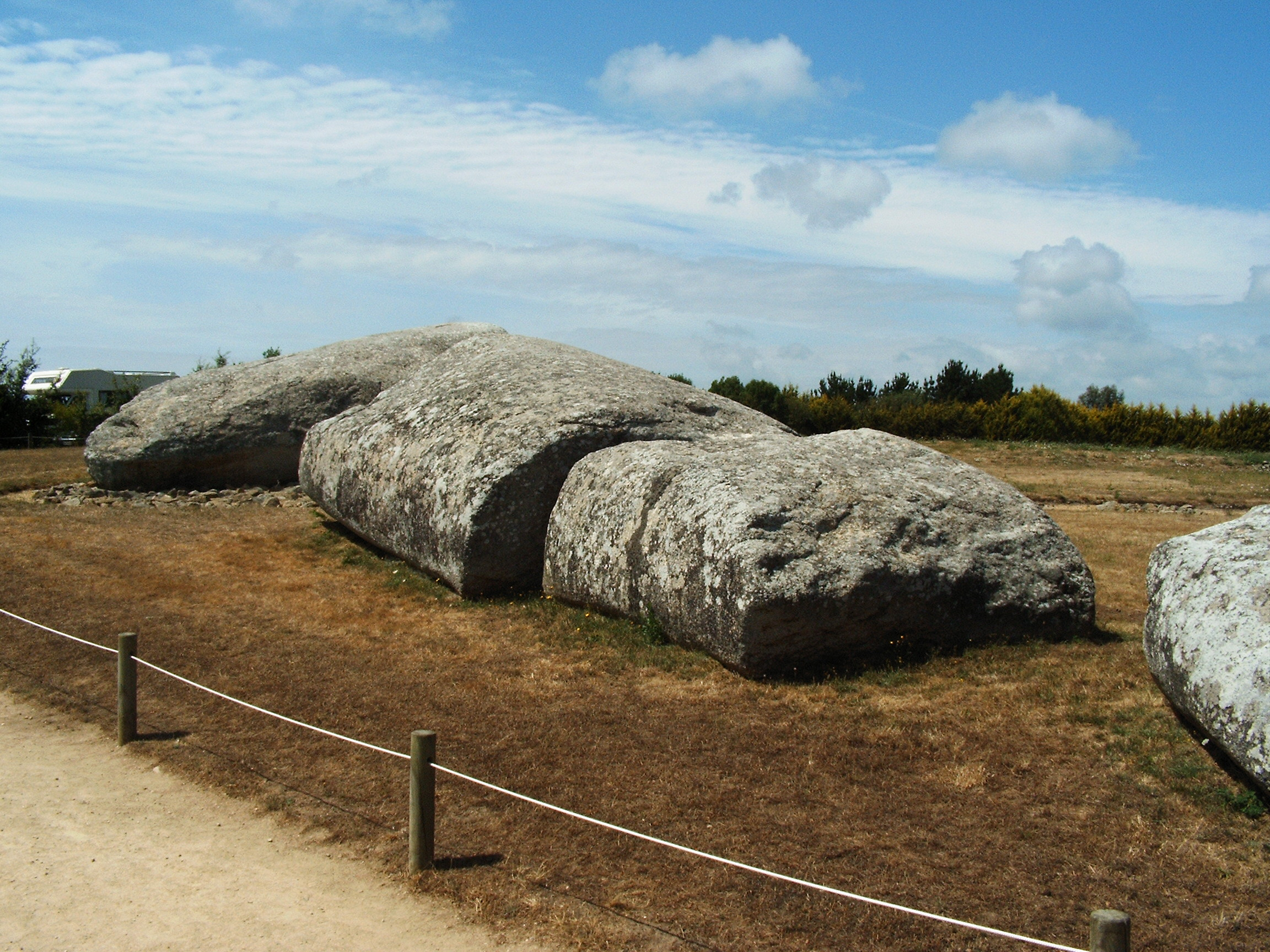
Морбіан, Франція
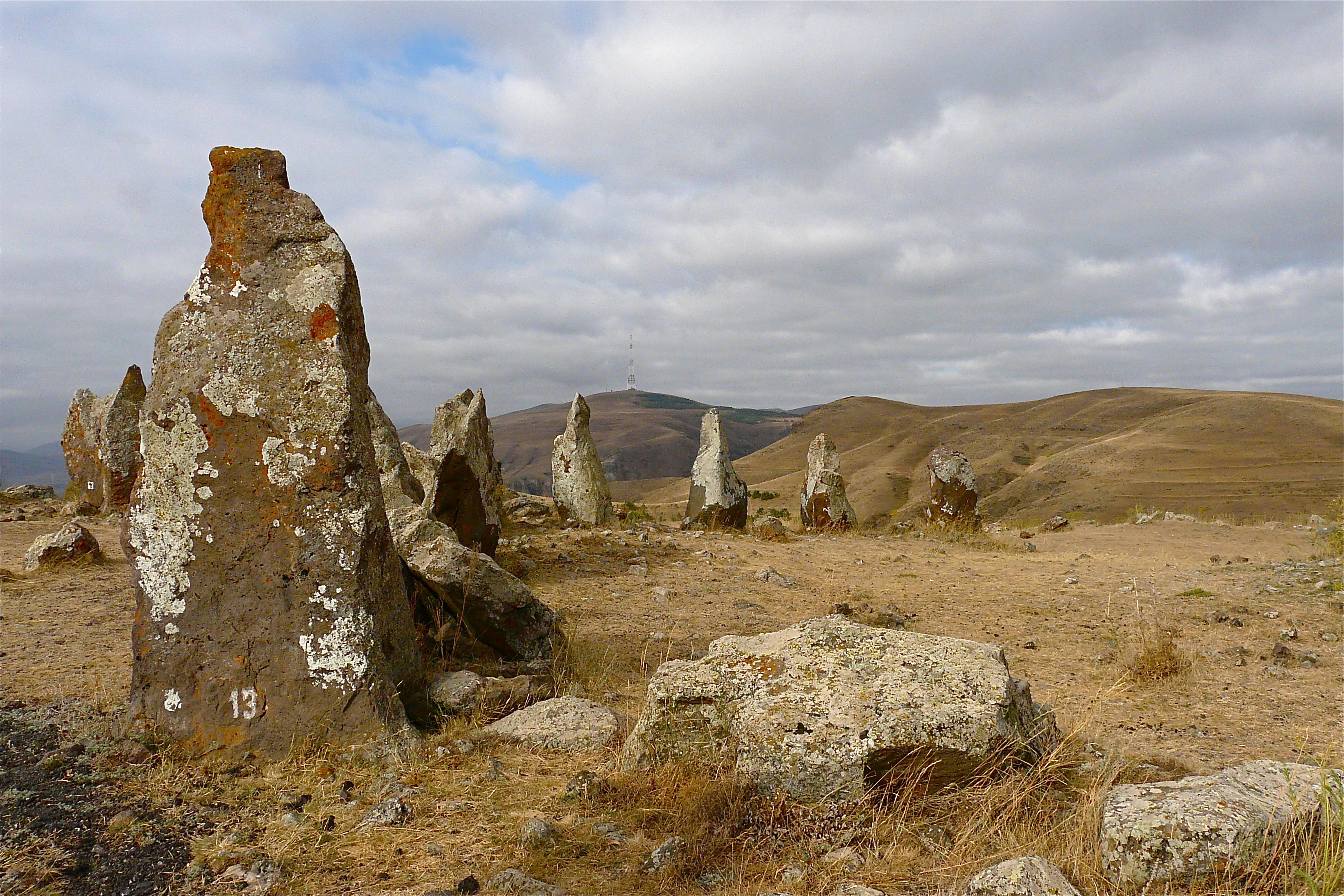
Зорац Карер, Вірменія
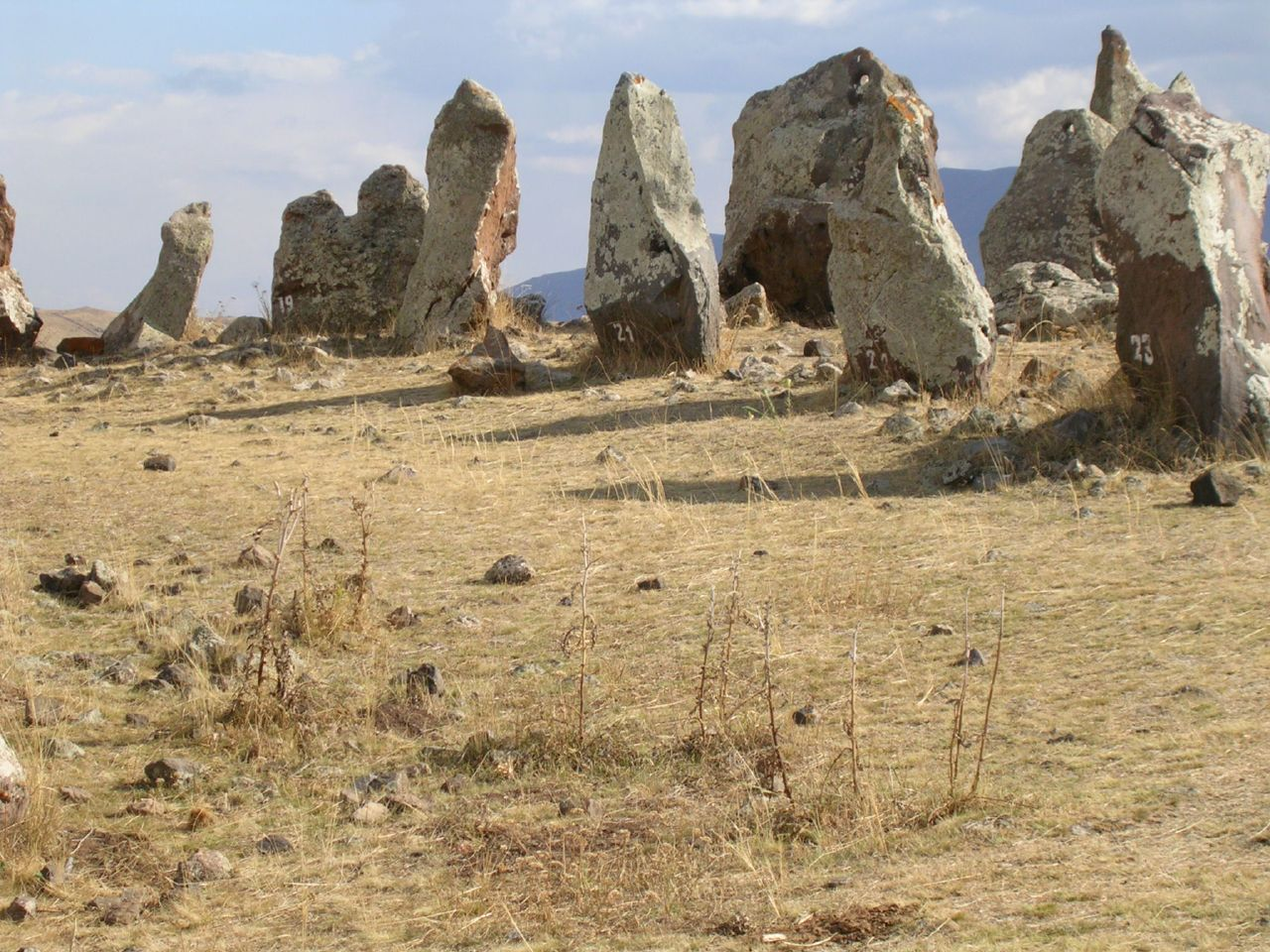
Зорац Карер, Вірменія
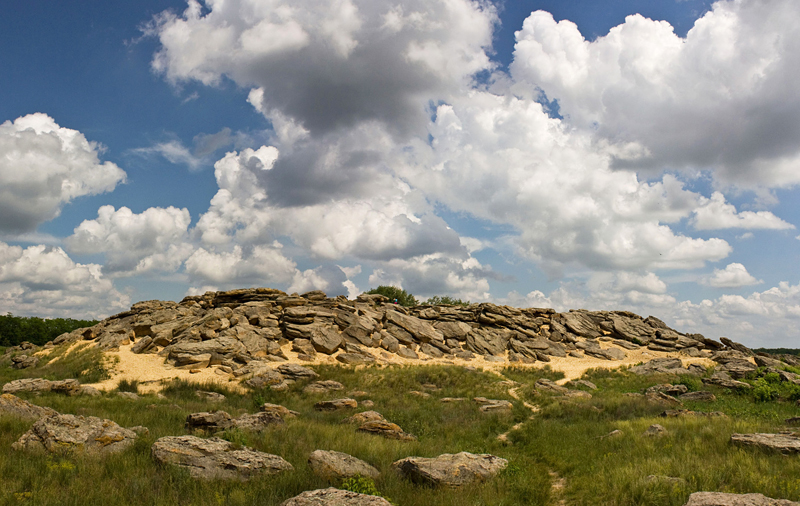
Кам'яна Могила, Україна
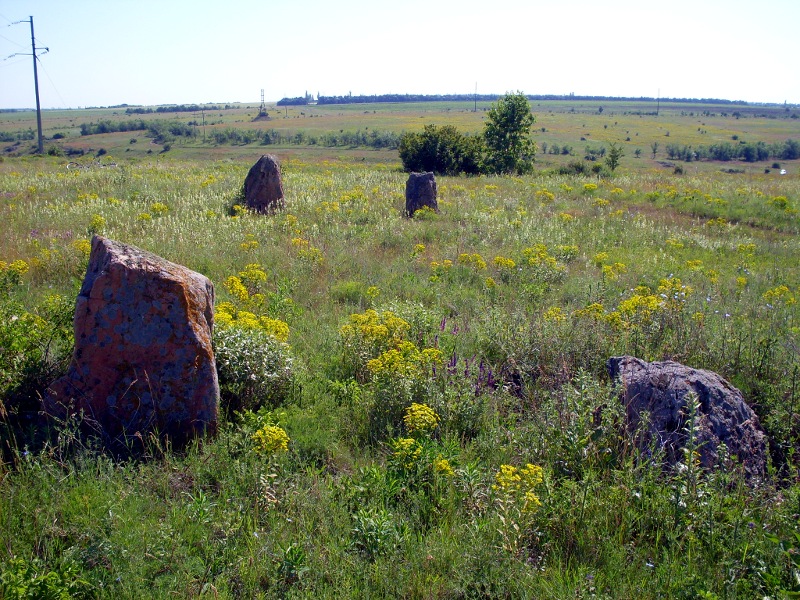
Україна